# Pristomerus atrifemur
Pristomerus atrifemur är en stekelart som beskrevs av Girault 1925. Pristomerus atrifemur ingår i släktet Pristomerus och familjen brokparasitsteklar. Inga underarter finns listade i Catalogue of Life.